# بات أبوت
بات أبوت (بالإنجليزية: Pat Abbott)‏ هو لاعب غولف أمريكي، ولد في 18 يناير 1912، وتوفي في 1984.